# Comic Takaoka
Comic Takaoka (Nhật: コミック高岡) là một cửa hàng truyện tranh và manga tại Jinbōchō, Tokyo, Nhật Bản. Mở cửa vào năm 1880 như một cửa hàng sách thông thường với tên gọi Takaoka Shoten (Nhật: 高岡書店 Takaoka Bookstore), cửa hàng đổi tên sau khi bắt đầu phân phối manga chuyên biệt vào năm 1979. Comic Takaoka được coi là một trong những cửa hàng sách manga chuyên biệt đầu tiên và trước khi đóng cửa vào năm 2019, đây là một trong những hiệu sách truyện tranh hoạt động liên tục lâu nhất Nhật Bản.

## Lịch sử
Cửa hàng mở cửa vào năm 1880 với tên Takaoka Shoten và hoạt động như một cửa hàng sách cũ. Cửa hàng được thành lập bởi Yasutarou Takaoka và Torajiro Takaoka, hai anh em chuyển đến Tokyo từ tỉnh Gifu rồi bước vào ngành xuất bản, tập trung xuất bản sách tham khảo của nhà toán học Akiyama Taketaro và nhà khoa học Ayao Kuwaki. Cửa hàng buộc phải đóng cửa trong Chiến tranh thế giới thứ hai trước khi mở lại với tư cách là một công ty cổ phần vào năm 1948, và sau khi bắt đầu chuyên bán manga vào năm 1979, hiệu sách đổi tên thành Comic Takaoka.
Sau khi tái thành lập với tên Comic Takaoka, cửa hàng đã trở thành một trong những cửa hàng sách truyện tranh chuyên biệt đầu tiên ở Nhật Bản. Comic Takaoka đã phát triển danh tiếng là "một trong những cửa hàng manga mang tính biểu tượng nhất Tokyo" nhờ việc bán rất nhiều manga, từ các tác phẩm của các nhà xuất bản lớn đến sách dành riêng cho otaku. Sở hữu mặt tiền vàng sáng đặc trưng, Comic Takaoka là một trong số ít cửa hàng tập trung vào manga ở Jinbōchō, một quận nổi tiếng có nhiều cửa hàng sách cũ ở Tokyo. Vào giai đoạn nổi tiếng nhất, giữa những năm 1980, Comic Takaoka báo cáo bán được 1.700 cuốn sách mỗi ngày.
Tháng 2 năm 2019, Comic Takaoka thông báo sẽ đóng cửa vào ngày 31 tháng 3 năm 2019. Sự suy thoái của ngành xuất bản Nhật Bản, sự gia tăng của sách điện tử cùng chi phí thuê nhà tăng cao ở Jinbōchō được cho là nguyên nhân khiến cửa hàng ngừng hoạt động. Cùng năm đó, Bảo tàng Anh đã tung ra một bản tái tạo ảo của Comic Takaoka trong triển lãm "Manga: The Citi Exhibition" về lịch sử manga của mình.